# Найо Марш
Дама Едіт Найо Марш (англ. Edith Ngaio Marsh; 23 квітня 1895 — 18 лютого 1982, Крайстчерч) — новозеландська детективна письменниця, театральна діячка. Нарівні з Аґатою Крісті, Дороті Сеєрс, Ґледіс Мітчелл і Марджері Аллінґем, вважається однією з «королев британського детективу» та входить до числа найяскравіших представників Золотого віку детективного жанру. Створила образ Родеріка Аллейна.
Літературною агенткою письменниці була Дороті Олдинґ, яка також працювала з Аґатою Крісті і Джеромом Селінджером. З 2010 щороку вручають літературну премію имені Найо Марш (англ. Ngaio Marsh Awards).

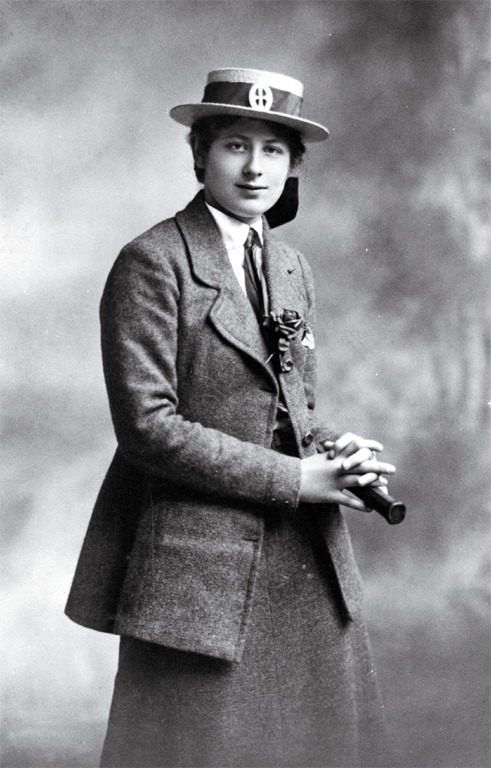
Найо Марш у шкільній формі (бл. 1910—1914)

## Біографія

### Ранній період

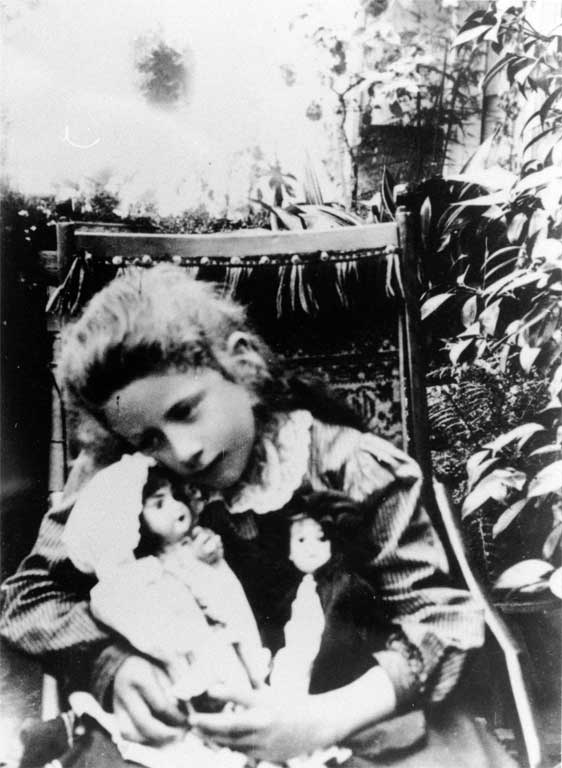
Найо Марш у 1905 році

Едіт Найо Марш народилася фактично 23 квітня 1895 року в Крайстчерчі, Нова Зеландія, але батько відмовлявся реєструвати її до 1899 року. Саме 23 квітня 1899 року вважається офіційною датою народження письменниці.
Друге ім’я письменниці, «Найо», є досить популярним на її батьківщині й мовою маорі означає «розумненька». Едіт Марш була єдиною дитиною в родині Роуз-Елізабет (до шлюбу Сіґер; пом. 1932) і Генрі-Едварда Марша (пом. 1948). Сестра матері письменниці, Рут, була одружена з геологом, лектором і куратором Робертом Спейтом (англ. Robert Speight) (1867—1949). Освіту Марш здобула в коледжі Святої Маргарити в Крайстчерчі, де вона була однією з перших учениць щойно відкритого навчального закладу. Крім того, вона студіювала живопис у школі мистецтв Кентерберійського коледжу (Нова Зеландія), перш ніж приєдналася до гастрольної театральної трупи Алана Вілкі (англ. Allan Wilkie) (1878—1970) в 1916 році.
Потому вона почала гастролювати Новою Зеландією, а з 1928 — і Великою Британією. Тема театру й живопису пізніше лишить яскравий відбиток у її літературній творчості.
З 1928 по 1932 роки вона вела заснований разом зі своїми знайомими невеликий бізнес у царині декору в Найтсбріджі, Лондон, Англія.
Едіт Марш була членом художньої асоціації, що базувалася в Крайстчерчі, її рідному місті. Вона брала участь у спільних виставках цієї мистецької групи в 1927, 1928, 1935, 1938, 1940 і 1947 роках.

### Творчість

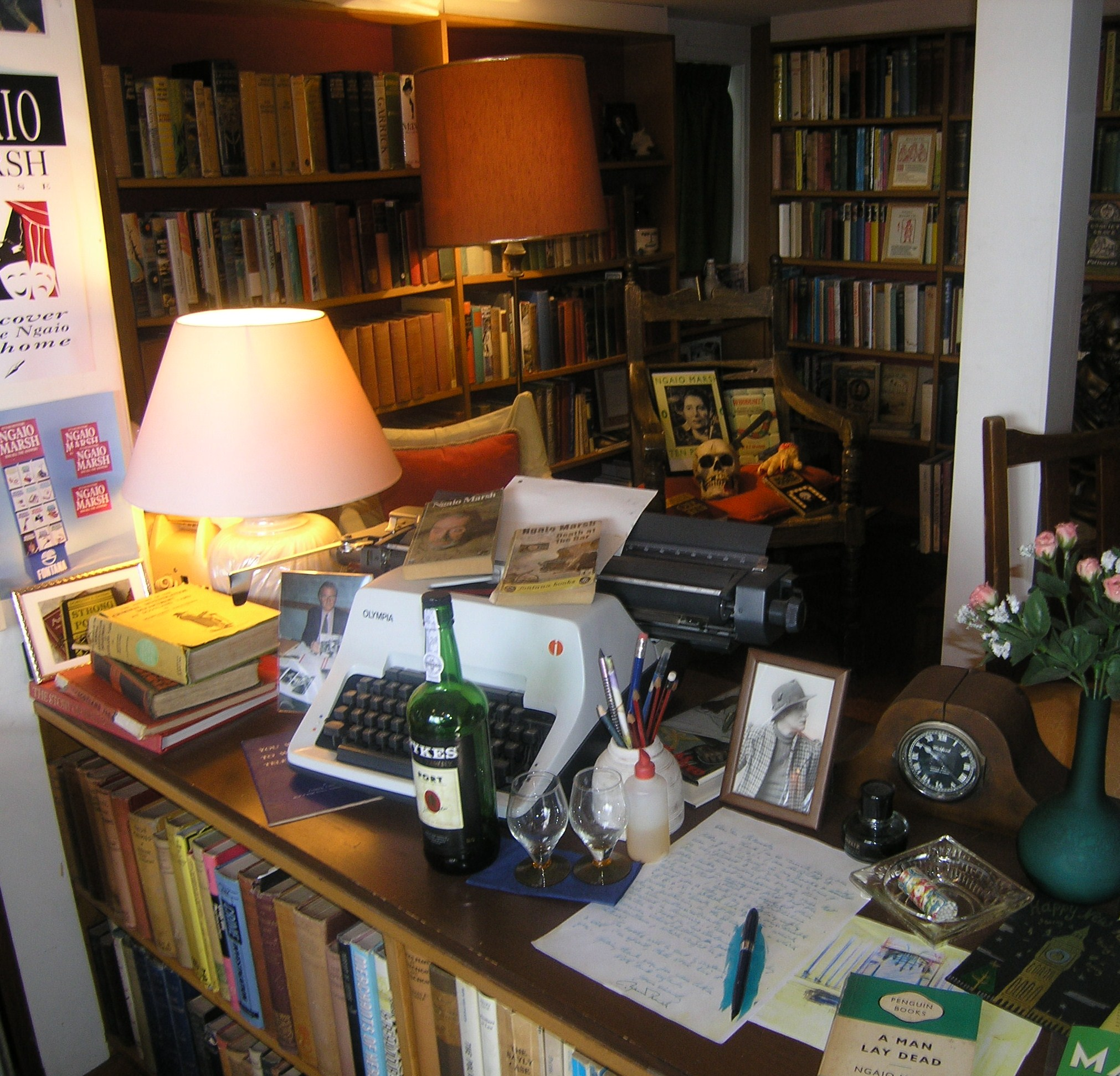
Кабінет Найо Марш в її будинку-музеї в Крайстчерчі

Найбільше Найо Марш відома своїми 32 детективними романами, опублікованим між 1934 і 1982 роками. Вважається однією з «Королев детективу» — письменниць, які домінували в кримінальному жанрі у його «золотий вік» (1920—1930 роки).
Головним героєм усіх її творів є старший інспектор (згодом — старший суперінтендант) Родерік Аллейн із Скотленд-Ярду. Він — людина аристократичного походження, що допомагає йому вільно діяти як у нижчих, так і у вищих верствах англійського суспільства. Найчастіше інспектор Аллейн театрально викриває злочинця — то влаштовує реконструкцію злочину, залучаючи до дійства всіх учасників та кількох спостерігачів (іноді в таких постановках влаштовує пастку задля викриття вбивці, як-от у романі «Вбивце, ваш вихід!»), то скликає багато людей (як у романі «На кожному кроці констеблі») и розповідає їм «історію одного вбивства», паралельно відповідаючи на запитання «глядачів». У класичному британському детективі часів Марш не було заведено, аби сищик мав дружину/чоловіка (це вважалося «тягарем» для головного героя). Проте в романі «Маестро, ви — вбивця» Найо Марш вводить персонажку Аґату Трой, відому художницю, яка пізніше стає дружиною Аллейна.
Подібно до Пуаро в Крісті, Аллейн має свого «капітана Ґастінґса», який так само інколи фігурує в романах Марш, особливо в ранніх творах. Це журналіст Найджел Батґейт, що вперше з’являється в дебютній праці Марш — романі «Гра в убивство», де Аллейн розслідує вбивство Найджелового кузена Чарльза Рейкіна. У цьому ж романі Найджел знайомиться зі своєю майбутньою дружиною — Анджелою Норт, небогою господаря будинку у Франтокі, де сталося вбивство.
Дія більшости її романів відбувається в Англії, але в чотирьох  — у Новій Зеландії, де Аллейн або прикріплений до новозеландської поліції («Смерть в овечій вовні» і «Закляття древніх маорі»), або перебуває там у відпустці («Убивство в стилі вінтаж» і «Photo Finish»). Дія роману «Сімейка Лампрі» починається в Новій Зеландії, проте триває в Англії.

### Визнання й подальше життя

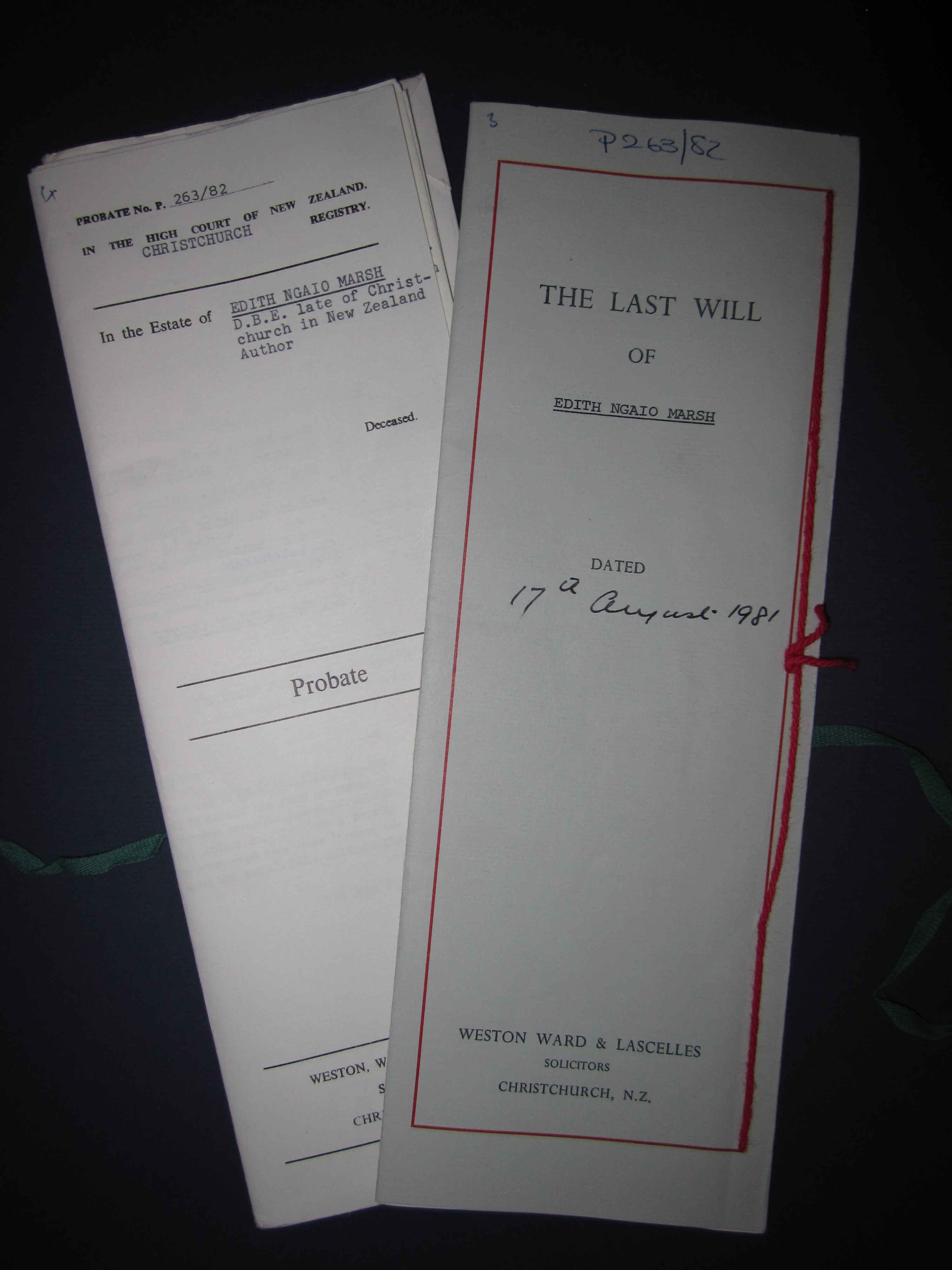
Файл із чинним заповітом Найо Марш від 1981 року

Справжньою пристрастю Едіт Марш був театр. У 1942 році вона осучаснила «Гамлета» для вистави Драматичного товариства Кентерберійського університетського коледжу (нині — Драматичне товариство Кентерберійського університету), першої з багатьох шекспірівських постановок товариства з її участю до 1969 року. У 1949 році її учні, за підтримки підприємця Дена О’Коннора, гастролювали Австралією з новими версіями шести персонажів із Отелло й Піранделло. У 1950-х вона була пов’язана з новозеландськими музикантами, що складали відносно недовговічну професійну гастрольну репертуарну компанію. 1972 року міська рада Крайстчерча запросила Марш керувати підготовкою до постановки «Генріха V» Шекспіра, що нею мав відкритися нещодавно побудований театр Джеймса Хея в Крайстчерчі.

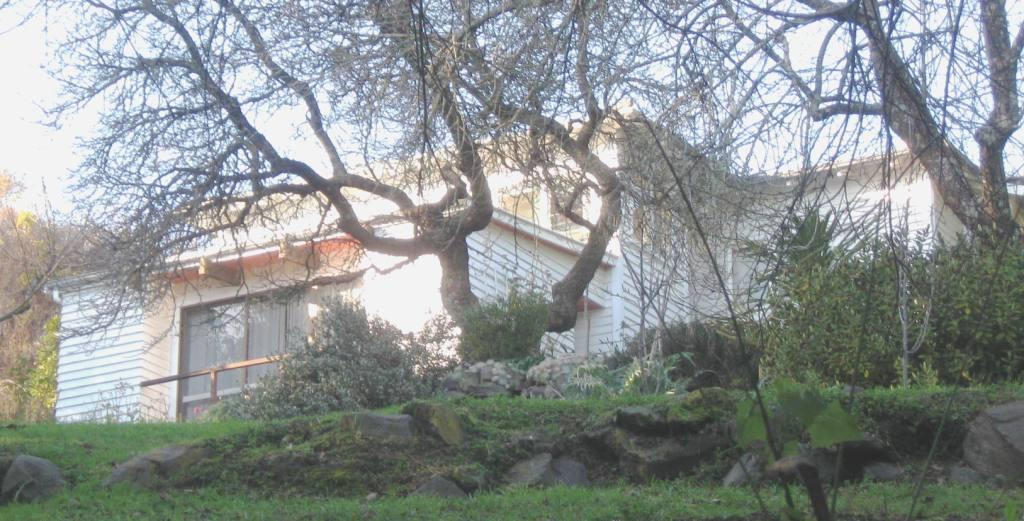
Будинок-музей Найо Марш

Едіт-Найо Марш прагнула залишити по собі життєздатну професійну театральну індустрію в Новій Зеландії, у чому її підтримувала Рада з реалістичного мистецтва. Театр «Найо Марш» на 430 місць при Кентерберійському університеті названо на честь письменниці, а її будинок у Крайстчерчі на Кашемірових пагорбах став її меморіальним музеєм.
У 1965 році Марш опублікувала автобіографію Black Beech and Honeydew, у якій багато розмірковує про свою театральну діяльність і лише побіжно згадує про написання детективів. Британська письменниця й видавниця Марґарет Льюїс видала біографію Найо Марш під назвою Ngaio Marsh, A Life у 1991 році. Біографію Найо Марш за авторством Джоанни Дрейтон під назвою Ngaio Marsh: Her Life in Crime була опубліковано 2008 року. Сама Найо Марш ніколи не виставляла на показ своє життя, а на схилі літ почала знищувати багато зі своїх паперів, листів та рукописів, через що її життя почасти перетворилося на загадку.
Едіт Марш не одружувалась і не мала дітей, насолоджуючись компанією своїх подруг, включно із Сильвією Фокс, проте заперечувала, що вона — лесбійка. Її біографка Джоанна Дрейтон писала, що Рой Воґан після зустрічі з Найо Марш на борту лайнера P&O сказав: «Я гадаю, Найо Марш хотіла бути вільною пташкою в світі, особливо в Новій Зеландії, у якій побутували певні погляди на устрій життя».
За кілька тижнів до смерти з Марш стався конфуз: її помилково оголосили мертвою. Девід Маккой (якого також передчасно поховали на просторах англомовної Вікіпедії в 2011 році), автор одного з некрологів письменниці, попросив у неї пробачення, і Марш, за словами Маккоя, «була великодушною й поблажливою, сказавши, що їй було приємно прочитати настільки прихильний некролог». Незабаром, 18 лютого 1982 року, Едіт Найо Марш справді померла в рідному місті Крайстчерчі у своєму будинку. Похована на цвинтарі церкви Святих Невинних.

## Відзнаки і почесні звання
1. 1948 — За заслуги перед театром Нової Зеландії[17]
2. 1962 — почесний доктор Кентерберійського університету[17][18]
3. 1966 — Дама-Командор Ордена Британської Імперії за внесок у театральне мистецтво Нової Зеландії[7][17][18]
4. 1978 — премія "Grand Master Award" за довічний внесок у детективну белетристику від організації The Mystery Writers of America[7][19]

З 1974 року Найо Марш була членом славетного Детективного Клубу. Напевно, можна сказати, що вона була останньою з авторів Золотого віку детективного жанру, прийнятою до Детективного клубу (на той момент їй було 79 років), оскільки інші письменники Золотого віку або вже були його членами, або так і не потрапили до Клубу.
23 квітня 2015 року Google присвятив Марш персональний дудл
У 2019 році було оголошено, що Найо Марш є серед претендентів на премію імені себе. На цю відзнаку в категорії «Найкращий роман» було номіновано виданий 2018 року роман «Money in the Morgue», який Найо Марш не писала в 1940-х роках, проте не завершила (у 2010-х рр. твір дописала Стелла Даффі).. Проте «Money in the Morgue» програв романові Фіони Кідман «This mortal boy».

### Романи

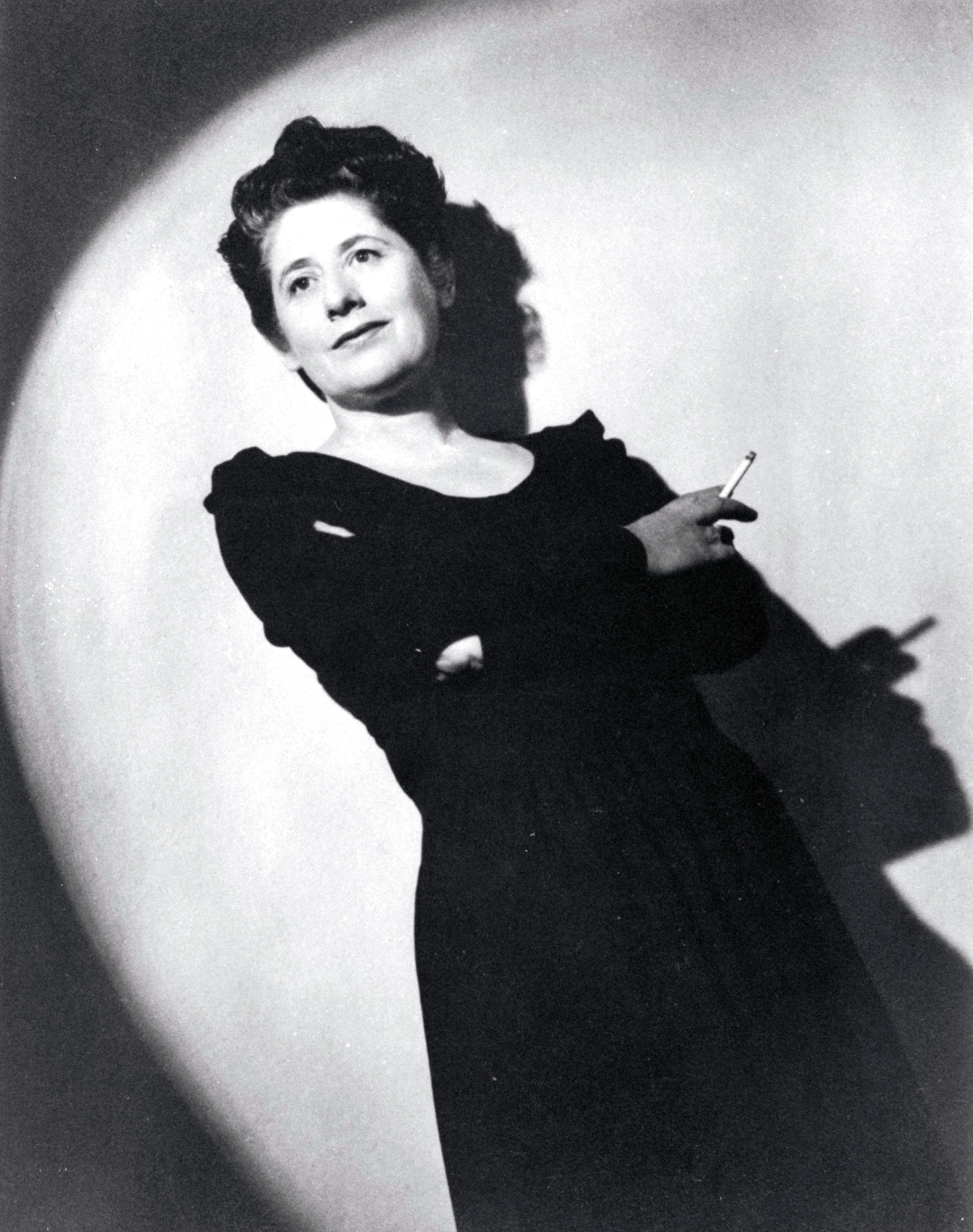
Марш у 1940-ві

Головним героєм усіх романів Найо Марш був Родерік Аллейн. Уся серія є хронологічно послідовною, її було написано й опубліковано, скоріш за все, у порядку вигадування сюжетів.
Яскравими романи Найо Марш стали завдяки не лише вишуканому стилеві оповіді, а й оригінальним способам убивств, що описуються. Так, наприклад, одна жертва падає до киплячого гейзера («Кольорова гама»), іншу заживо закочують у паку з овечою вовною («Смерть в овечій вовні»), третя помирає від пострілу пістолета, схованого в піаніно («Прелюдія до вбивства»), і майже ніколи Марш нікого не отруювала зі своїх персонажів, що діяло на противагу Агаті Крісті, у творах якої отруєння було найпопулярнішим способом укорочення віку. Це пов’язане з тим, що одного разу мати повела маленьку Едіт на виставу «Ромео і Джульєтти» Шекспіра. Майбутню письменницю так вразила сцена отруєння Джульєтти, що до кінця життя вона боялася померти від отрути.
1. Гра в убивство ( англ. A Man Lay Dead) (1934)
2. Вбивце, ваш вихід! (англ. Enter a Murderer) (1935)
3. Вбивство у приватній клініці (англ. The Nursing Home Murder) (1935)
4. Смерть в екстазі (англ. Death in Ecstasy) (1936)
5. Вінтажне вбивство (англ. Vintage Murder)(1937)
6. Маестро, ви вбивця (англ. Artists in Crime) (1938)
7. Смерть у білій краватці (англ. Death in a White Tie) (1938)
8. Прелюдія до вбивства (англ. Overture to Death) (1939)
9. Смерть у барі (англ. Death at the Bar) (1940)
10. Сімейка Лампрі (англ. Surfeit of Lampreys) (1941, у США опубліковано під назвою Death of a Peer)
11. Смерть і лакей, що танцює (англ. Death and the Dancing Footman) (1942)
12. Колірна схема (англ. Colour Scheme) (1943)
13. Смерть у вовні (англ. Died in the Wool) (1945)
14. Фінальна завіса (англ. Final Curtain) (1947)
15. Вінок для Рівери (англ. Swing, Brother, Swing) (1949, у США видано під назвою A Wreath for Rivera)
16. Прем'єра (англ. Opening Night) (1951, у США видано під назвою Night at the Vulcan)
17. Діви в небезпеці (англ. Spinsters in Jeopardy) (1954)
18. Терези справедливості (англ. Scales of Justice) (1955)
19. Знести йому голову (англ. Off With His Head) (1957, у США видано під назвою Death of a Fool)
20. Спів під покровом ночі (англ. Singing in the Shrouds) (1959)
21. Фальшивий аромат (англ. False Scent) (1960)
22. Рука в рукавичці (англ. Hand in Glove) (1962)
23. Мертва вода (англ. Dead Water) (1964)
24. Смерть у готелі дельфін (англ. Death at the Dolphin) (1967)
25. Навколо одні констеблі (англ. Clutch of Constables) (1968)
26. Якось у Римі (англ. When in Rome) (1970)
27. Оманливий блиск мішури (англ. Tied Up in Tinsel) (1972)
28. Чорніший за чорний (англ. Black As He's Painted) (1974)
29. Останній рубіж (англ. Last Ditch) (1977)
30. Глибока помилка (англ. Grave Mistake) (1978)
31. Фотофініш (англ. Photo Finish) (1980)
32. Світло згасає (англ. Light Thickens) (1982)

У 2018 році видавництво HarperCollins опублікувало роман Money in the Morgue, який Найо Марш почала писати в 1940-х роках, але так і не закінчила. За хронологією його дія розгортається після подій роману «Смерть в овечій вовні» (1945) та до подій роману «Фінальна завіса» (1947). Роман дописала Стелла Даффі (англ. Stella Duffy).

### Оповідання
1. Death on the Air (1936)
2. I Can Find My Way Out (1946, видано в США)
3. Chapter and Verse: The Little Copplestone Mystery (1974, видано в США)
4. Moonshine (~1936; точна дата невідома, вперше опубліковано 1995)
5. The Hand in the Sand (1953)
6. My Poor Boy (1959)
7. The Cupid Mirror (1972)
8. A Fool about Money (1973, видано в США)
9. Evil Liver (1975)
10. Morepork (1979, видано в США)

У 1995 році побачив світ збірник оповідань Death on the Air and Other Stories, що містить п’ять коротких оповідань із серії про Родеріка Аллейна, зокрема три раніше не публікованих, і два автобіографічні нариси.